# Feitian

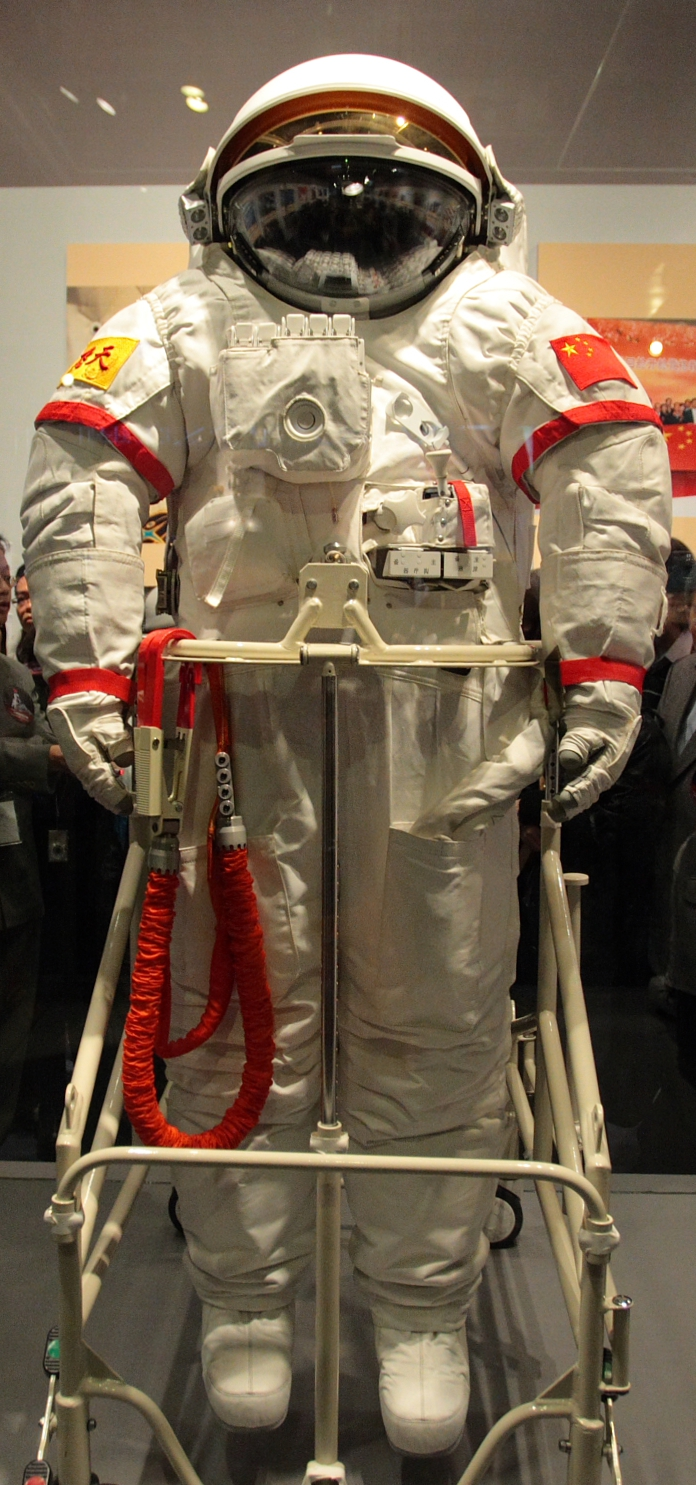
Combinaison spatiale Feitian.

La combinaison spatiale Feitian (Chinois : 飞天号航天服, Pinyin: fēi tiān hào háng tiān fù) est une combinaison spatiale semi-rigide chinoise développée pour la mission Shenzhou 7. Le taïkonaute Zhai Zhigang en portait une durant la première sortie extra-véhiculaire (EVA) effectuée par un Chinois, le 27 septembre 2008.

## Présentation
La combinaison Feitian a été conçue d'après la combinaison spatiale Russe Orlan-M. Ces deux types de combinaison spatiale sont d'une forme et d'un volume similaire et ont toutes les deux été conçues pour des sorties de sept heures maximum, fournissant de l'oxygène et permettant l'excrétion des déchets corporels.
Cette combinaison aurait coûté 4,4 millions de dollars et pèse 120 kg. Son nom « Fēi tiān » signifie « voler » et « ciel » en mandarin. C'est une référence aux Apsaras, traduit en feitian, ou « Deva volant » en Chinois dont la plus célèbre est représentée dans l'art chinois dans les grottes de Mogao. Une image de la Feitian des grottes de Mogao apparaît sur le badge placé sur le bras de la combinaison spatiale.